# Helmut Zilk
Helmut Zilk, avstrijski novinar in politik, * 9. junij 1927, Dunaj, † 24. oktober 2008. Bil je dolgoletni socialdemokratski župan Dunaja in je bil na tej funkciji ranjen v atentatu s pisemsko bombo.

## Odlikovanja in nagrade
Leta 1994 je prejel srebrni častni znak svobode Republike Slovenije z naslednjo utemeljitvijo: »za zasluge pri mednarodnem priznanju Republike Slovenije, za osebni prispevek k bogatemu in vsestranskemu sodelovanju med Dunajem in Ljubljano ter za delež v razvejanem kulturnem sodelovanju med Republiko Avstrijo in Slovenijo«.